# Donar Groningen
Il Donar è una società cestistica olandese di Groninga.
La sezione cestistica, fondata nel 1951 all'interno di una polisportiva esistente sin dal 1881, gioca nel campionato olandese.
Disputa le partite interne nel MartiniPlaza, che ha una capacità di 4.350 spettatori.

## Rosa 2020-2021
| Donar Groningen | Donar Groningen |
| Giocatori       | Staff tecnico   |
| --------------- | --------------- |

| N. | Naz.                   | Ruolo | Nome                     | Anno | Alt.   | Peso   |  |
| -- | ---------------------- | ----- | ------------------------ | ---- | ------ | ------ |  |
| 1  | Paesi Bassi (bandiera) | AG    | Nesta Agasi              | 2000 | 198 cm |        |  |
| 3  | Canada (bandiera)      | G     | Jarred Ogungbemi-Jackson | 1991 | 178 cm |        |  |
| 5  | Paesi Bassi (bandiera) | G     | Leon Williams            | 1991 | 189 cm |        |  |
| 6  | Paesi Bassi (bandiera) | G     | Sheyi Adetunji           | 1999 | 189 cm |        |  |
| 7  | Stati Uniti (bandiera) | G     | DaVonté Lacy             | 1993 | 194 cm |        |  |
| 9  | Croazia (bandiera)     | AG    | Damjan Rudež             | 1986 | 208 cm |        |  |
| 14 | Paesi Bassi (bandiera) | C     | Thomas Koenis            | 1989 | 210 cm | 103 kg |  |
| 19 | Paesi Bassi (bandiera) | AG    | Willem Brandwijk         | 1995 | 205 cm |        |  |
| 21 | Stati Uniti (bandiera) | AP    | Henry Caruso             | 1995 | 194 cm | 88 kg  |  |
| 22 | Stati Uniti (bandiera) | AG    | Will Moreton             | 1997 | 198 cm |        |  |
| 24 | Stati Uniti (bandiera) | G     | Justin Watts             | 1990 | 196 cm |        |  |
| 32 | Paesi Bassi (bandiera) | AG    | Kjeld Zuidema            | 2001 | 194 cm |        |  |
| 33 | Stati Uniti (bandiera) | AG    | Juwann James             | 1987 | 198 cm |        |  |

| Allenatore                                                                                           |
| - Ivan Rudež                                                                                         |
| Assistente/i                                                                                         |
| - Jan Stalman Legenda - (C) Capitano - (IN) Inattivo - Infortunato Roster Aggiornato al: aprile 2021 |

## Palmarès
- Campionato olandese: 7

1981-82, 2003-04, 2009-10, 2013-14, 2015-16, 2016-17, 2017-18
- Coppa d'Olanda: 7

2005, 2011, 2014, 2015, 2017, 2018, 2022
- Supercoppa d'Olanda: 3

2014, 2016, 2018

## Cestisti
- Daniel Novák 2003-2006, 2008-2009
- Bryan Defares 2011-2012
- Sergio de Randamie 2011-2013
- Andrew Smith 2019-2020
- Sean Cunningham 2014 -